# 1-ша танкова армія (Третій Рейх)
1-ша та́нкова а́рмія (нім. 1. Panzerarmee) — оперативне об'єднання сухопутних військ, танкова армія Вермахту в роки Другої світової війни.

## Історія

### Танкова група Клейста та 1-ша танкова група

#### Командувачі
- генерал-полковник Евальд фон Клейст (16 листопада 1940 — 25 жовтня 1941)

### 1 Танкова армія

#### Командувачі
- генерал-полковник Евальд фон Клейст (25 жовтня 1941 — 21 листопада 1942)
- генерал-полковник Еберхард фон Маккензен (21 листопада 1942 — 29 жовтня 1943)
- генерал-полковник Ганс-Валентін Губе (29 жовтня 1943 — 21 квітня 1944)
- генерал від інфантерії Курт фон дер Шевалері (21 квітня — 18 травня 1944)
- генерал-полковник Ерхард Раус (18 травня — 15 серпня 1944)
- генерал-полковник Готтард Хейнріці (15 серпня 1944 — 19 березня 1945)
- генерал танкових військ Вальтер Нерінг (19 березня — 8 травня 1945)